# ヒモハゼ
ヒモハゼ（紐鯊、Eutaeniichthys gilli）は、細長いハゼの一種である。西表島の個体とそれ以外の個体は、遺伝的差異が大きい。

## 分布
本州の青森県（陸奥湾以南）・岩手県・秋田県・福島県・栃木県・千葉県・東京都・神奈川県・静岡県・愛知県・三重県・和歌山県・大阪府・兵庫県・岡山県・広島県・山口県・富山県の沿岸、四国の沿岸、九州、五島列島、屋久島、種子島、対馬、瀬戸内海の島々、奄美大島、石垣島、西表島、朝鮮半島西部 - 南部、中国遼寧省。河口域や内湾の砂泥から砂礫底の、ニホンスナモグリやアナジャコなどの無脊椎動物の生息孔に入ってくらす。

## 形態
全長5 - 7cm。頭は側扁し小さく、体はヒモのように細長い。吻は上唇を覆う。第一背鰭は非常に小さく、3棘しかない。第二背鰭は基底が長い。臀鰭基部は第二背鰭基部より大きく後方にある。体側に1本の暗色縦帯がある。

## 生態
繁殖期は5 - 8月。ニホンスナモグリ、アナジャコ、ヨコヤアナジャコ等の生息孔を生息場や産卵場として利用することが知られている。

## 保全状況
保全状況は全国的に悪くなっており、その要因として、埋立や護岸整備，ダムや堰などによる土砂供給量の減少に伴う干潟面積の減少や底質の変化、底質の有機汚濁などが挙げられる。準絶滅危惧（NT）（環境省レッドリスト）に指定されている。